# 後龍氣象站
後龍氣象站為一座位在臺灣苗栗縣造橋鄉的氣象觀測站，為臺灣苗栗縣的一座重要氣象觀測站。該座觀測站由交通部中央氣象署所擁有，全名為交通部中央氣象署後龍氣象站。該站位於高速公路後龍收費站舊址改建而成，原蘇澳氣象站編制人員移撥至此成立後龍氣象站，實現一縣市一氣象站施政目標。後龍氣象站成立後，除保有氣象站功能提供一般氣象諮詢及天氣警特報外，並增設展示室提供民眾參觀，以強化在地氣象服務。

## 編制
後龍氣象站依據交通部中央氣象署三等氣象測報機構配置有主任1人、職員3人。

## 外部連結
- 交通部中央氣象署 - 後龍氣象站（繁體中文）

1. ↑  .   [2025-01-26]. （原始内容存档于2025-05-06）.